# M People
M People är en engelsk housegrupp som var stor under 1990-talet. Gruppen största hits är "One Night in Heaven", "Moving on Up", "Don't Look Any Further" från 1993 samt "Renaissance" och "Sight for Sore Eyes" från 1994.
Medlemmar är Heather Small, Mike Pickering, Paul Heard och Shovell. Namnet på gruppen kommer från grundaren Mike Pickerings förnamnsinitial. 

## Medlemmar
- Heather Small (född 20 januari 1965 i London – sång (1990–)
- Mike Pickering (född 24 februari 1958 i Manchester) – keyboard, programmering (1990–)
- Paul Heard (född 5 oktober 1960 i London) – keyboard, programmering (1990–)
- Shovell (född Andrew Lovell 11 februari 1969 i London) – percussion (1994–)

## Diskografi

### Album
Studioalbum
- Northern Soul (1991)
- Elegant Slumming (1993)
- Bizarre Fruit (1994)
- Bizarre Fruit II (1995)
- Fresco (1997)

Samlingsalbum
- The Best of M People (1998)
- Testify (1999)
- Ultimate Collection (2005)
- Ultimate Collection: The Remixes (2005)
- One Night in Heaven: The Best of M People (2007)

### Singlar
- "How Can I Love You More?" (1990)
- "Colour My Life" (1992)
- "Someday" (1992)
- "Excited" (1992)
- "How Can I Love You More?" (remix) (1993)
- "One Night in Heaven" (1993)
- "Moving on Up" (1993)
- "Don't Look Any Further" (1993)
- "Renaissance" (1994)
- "Sight for Sore Eyes" (1994)
- "Open Your Heart" (1995)
- "Search for the Hero" (1995)
- "Love Rendezvous" (1995)
- "Itchycoo Park" (1995)